# Skarb z Boscoreale

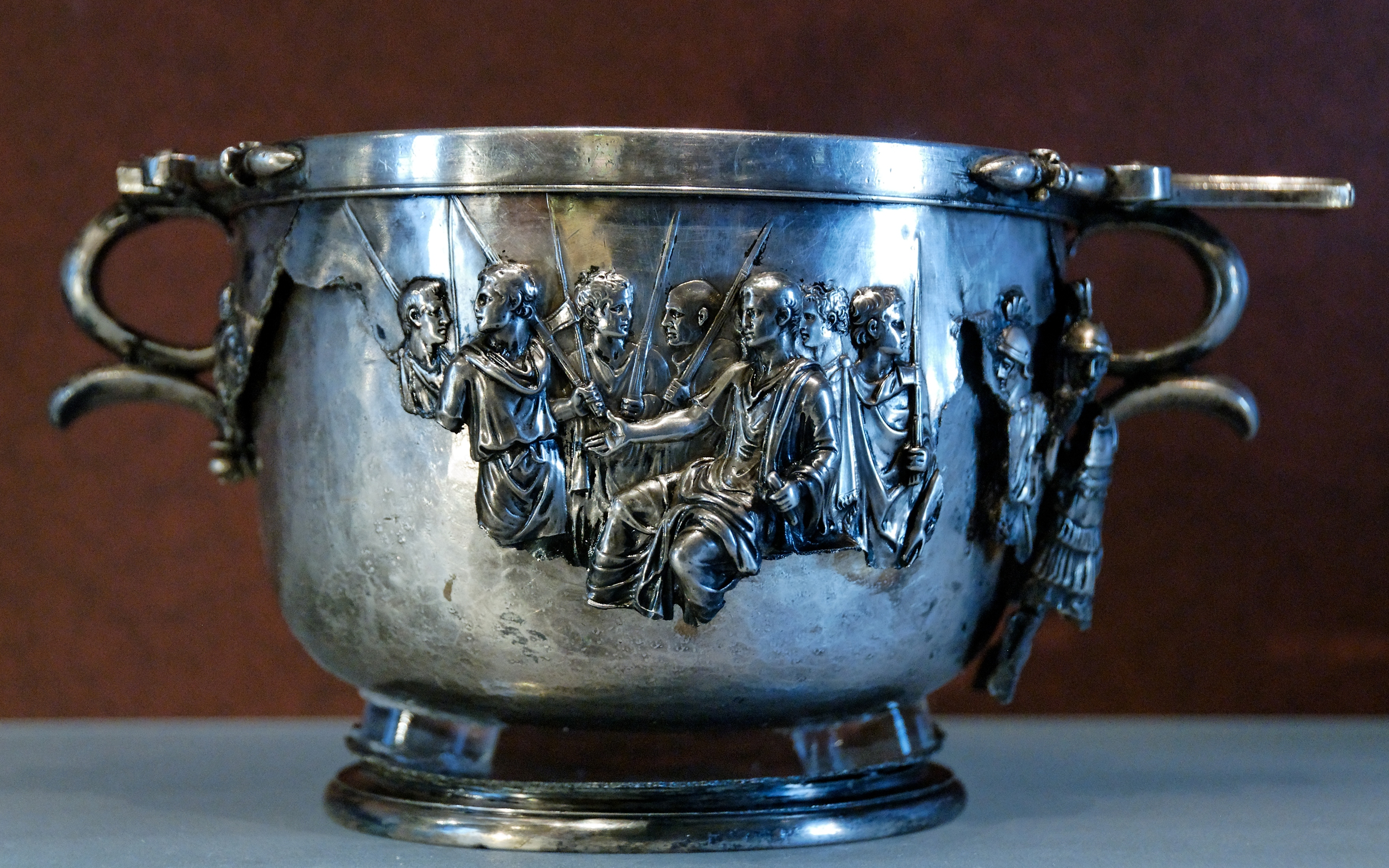
Srebrny skyfos

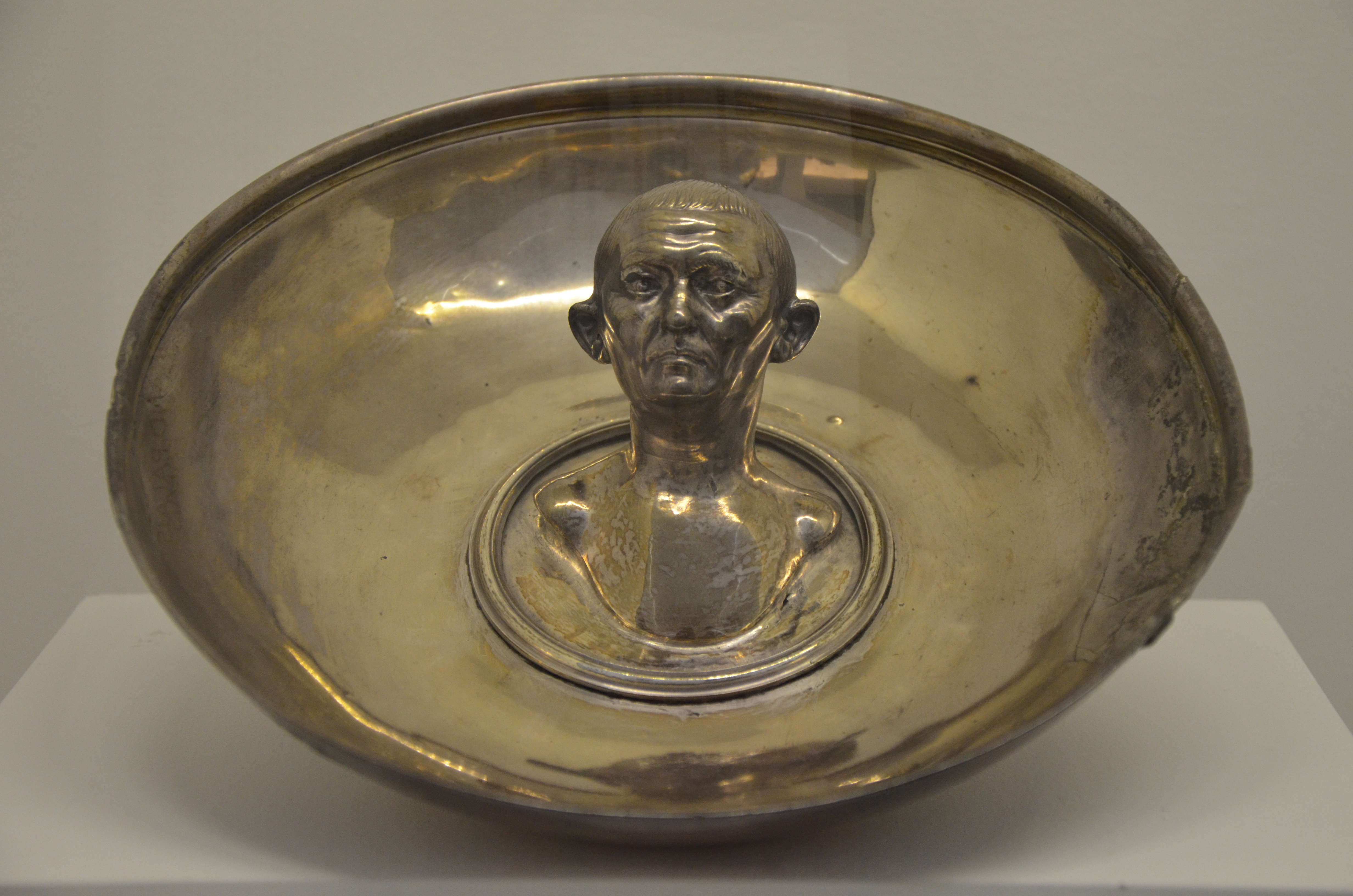
Reliefowa patera z popiersiem mężczyzny

Skarb z Boscoreale – pochodzący z okresu starożytności bogaty zbiór przedmiotów odkryty w 1895 roku we włoskim Boscoreale. Obecnie przechowywany jest w Luwrze.
Skarb odkopano w ruinach rzymskiej willi, zasypanej podczas erupcji Wezuwiusza w 79 roku. Leżał w pomieszczeniu na prasę winiarską wraz ze szkieletem osoby, która zginęła podczas katastrofy, próbując ukryć kosztowności. Na datowany w większości na epokę Augusta skarb składają się: ponad 1000 złotych monet, wykonane ze złota cztery bransoletki, kolczyki i łańcuszek oraz licząca 103 elementy srebrna zastawa stołowa. 
Do najciekawszych okazów należą dwa kubki z przedstawieniami tańczących szkieletów greckich poetów i filozofów, dwa skyfosy zdobione scenami historycznymi z postaciami Augusta i Tyberiusza oraz dwie patery dekorowane pośrodku reliefowymi popiersiami. Jedna z nich przedstawia wizerunek bogini w skalpie słonia na głowie (być może alegorię Afryki), druga – podobiznę starszego mężczyzny, w którym domniemywa się przodka właściciela tej zastawy. Inne jej naczynia mają zdobienia motywami roślinnymi w stylistyce iluzjonistycznej.
Skarb został po odkryciu zakupiony przez Edmonda Jamesa de Rothschilda, który podarował go następnie muzeum w Luwrze.